# Orff-Schulwerk

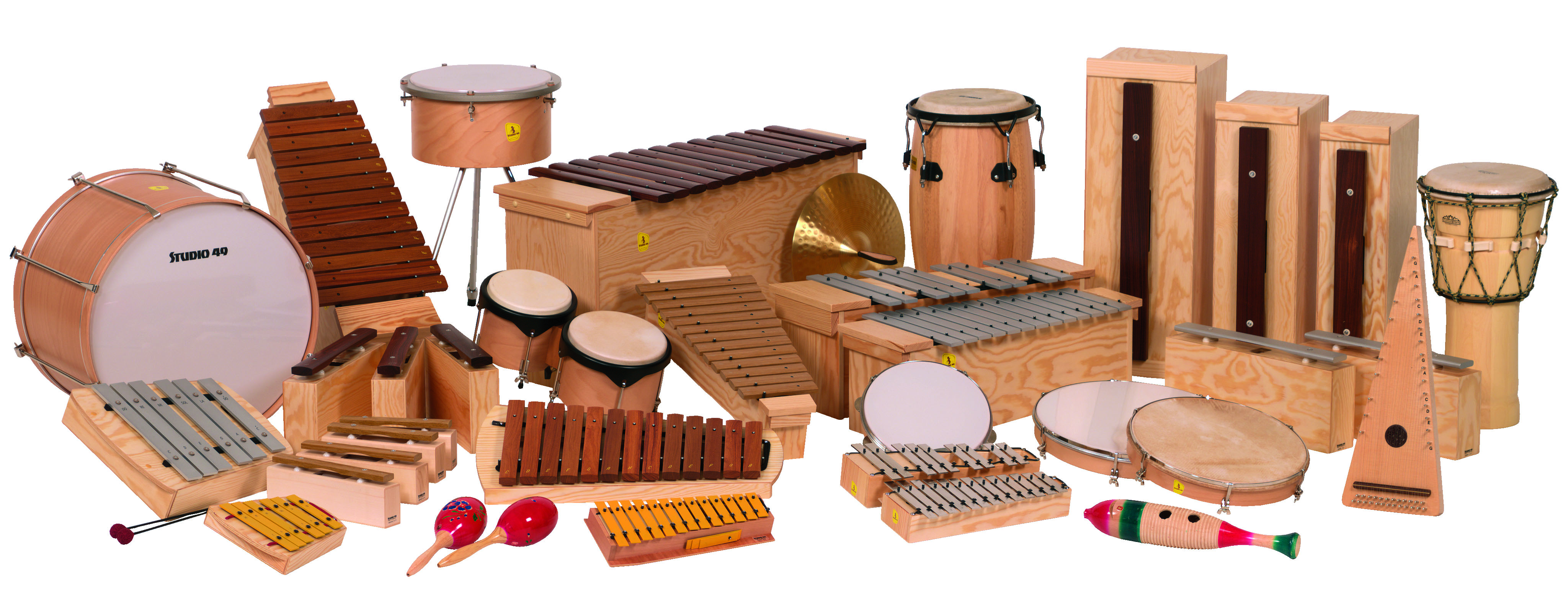
Muziekinstrumenten uit de onderwijsmethode

Het Orff-Schulwerk is een muziekonderwijsmethode die vanaf de jaren 20 van de twintigste eeuw ontwikkeld werd door Carl Orff (1895-1982) en Gunild Keetman. In 1924 richtte Orff in zijn geboorteplaats München een school op voor muziek, dans en gymnastiek, waar de methode ontstond. De methode begint met improvisatie in groepsverband, wat het vertrouwen van het kind en het creatieve denken bevordert. Door de wens om de muziek vast te leggen ontstaat vanzelf interesse in notenschrift.
Jaques-Dalcroze ontwikkelde een aansluitende onderwijsmethode voor muziek: 'Das Schulwerk' is een muziekleer die berust op het maken van 'vreugde aan het vruchtbare samenspel tussen persoonlijke en bovenpersoonlijke krachten' (W. Keller). Deze 'natuurmethode' vond onder andere in Duitsland, Nederland en België veel aanhang.
In Nederland was de in Delft gewoond hebbende musicus en muziekpedagoog Pierre van Hauwe een van de grootste promotors van het Orff-Schulwerk. Zijn muziekmethode "Spelen met Muziek" combineert de uitgangspunten van het Orff-Schulwerk met de muziekmethode van de Hongaar Zoltán Kodály.
Bij het onderwijs wordt naast de menselijke stem (spraak en zang) gebruikgemaakt van verschillende instrumenten:
- Sopraan-klokkenspel | alt-klokkenspel
- Sopraan-metallofoon | alt/tenor-metallofoon | bas-metallofoon
- Sopraan-xylofoon | alt/tenor-xylofoon | bas-xylofoon
- Pauken | trommels
- Bellentrommels | bellen
- Houtbloktrommels | maraka's
- Bekkens | triangels
- Castagnetten
- Daarbij kwamen blokfluiten en andere melodie-instrumenten (ook bij Carl Orff)
- Staven van hout en metaal (niet vanaf het begin van het onderwijs). Carl Orff zelf en ook Pierre van Hauwe hebben zich bij leven altijd tegenstanders verklaard van losse klankstaven. Beiden meenden dat klankstaven door een kind niet als volwaardig muziekinstrument konden worden beschouwd.
- Geluidsmakers, lawaaimakers en effectinstrumenten